# 毒品調查科
毒品调查科（俗称扫毒组，缩写：NB）于1954年10月成立，隶属于香港警务处刑事及保安处刑事部，其主要责任为搜集有关在香港和海外入口、制造和分销毒品的情报统筹扫毒行动、与香港海关以及中国大陆及海外执法机关紧密合作，遏止与香港有关的犯罪集团在其他司法管辖权地区活动，并且追踪、冻结及充公犯罪集团（包括涉及色情活动、非法赌博、诈骗、商业罪案及高利贷等）的资产以及恐怖份子筹资活动。

## 組織
- 毒品調查科：由一名總警司出任主管，由名高級警司出任副主管。
  - 行政組
  - 行動組（掃毒組）：由一名警司領導。
    - 行動組1：由一名總督察領導。
    - 行動組2：由一名總督察領導。
    - 行動組3：由一名總督察領導。

  - 情報組：由一名警司領導。
    - 研究：由一名高級督察領導。
    - 證物：由一名高級督察領導。

  - 赤鱲角機場警務處及海關聯合情報組（英文：Police/C&E Joint Intelligence Unit, Chek Lap Kok）

### 歷任主管
- 許淇安總警司
- 曾蔭培總警司
- 古樹鴻總警司
- 艾樂善總警司
- 李伯樂總警司
- 曾祥達總警司[4]
- 陳健雄總警司（？年至2016年3月）
- 馬炳堯總警司（2016年4月至2018年4月）
- 陳東總警司（2018年5月至9月）
- 林志明 總警司（2018年9月至2019年10月）
- 鍾詠敏 總警司（2019年11月至2020年10月）
- 林敏嫻 總警司（2020年11月至2021年7月）
- 吳頴詩 總警司 （2021年7月至2025年1月）
- 吳國章 總警司 （2025年2月至今）

## 歷史
毒品調查科於1954年10月成立，成立初期隸屬於反貪污部，當時包括一名助理警司和兩名警員，其後增加至6名，包括一名副督察。1961年，毒品調查科大規模地擴充編制，於同年將總部遷往位於德輔道中的李寶椿大廈。1973年，毒品調查科再度大規模地擴充編制以及總部遷往香港警察總部。
2004年1月1日，毒品調查科與有組織罪案及三合會調查科轄下的兩個財富調查組合併，調查範圍擴展至有組織罪行及恐怖分子的籌資活動。
2010年，毒品調查科與中國大陸及海外執法機關聯合行動，成功檢獲大量毒品，並且瓦解多個香港境外的製毒工場。
2011年9月16日，毒品調查科在屯門藍地福亨村回收廢料貨倉內破獲香港歷史上最大宗的毒品罪行──六億元可卡因案（涉及567公斤）。同年，毒品調查科繼續香港海關、中國大陸和海外執法機關合作，聯手對付跨境及跨國的販毒罪行，在中國大陸及海外檢獲了2,735公斤的毒品及123噸製造毒品化學原料，並且瓦解了18個分布於亞洲各處的製毒工場及毒品儲存處。同年，根據財富調查組和聯合財富情報組的調查，96人因為觸犯清洗黑錢罪行而被定罪，而成功限制及沒收的犯罪資產分別達到約24.57億港元及6,900萬港元。
2012年，毒品調查科與中國大陸及海外執法機關聯合行動，在境外檢獲共974.8公斤毒品及24.7噸製毒化學原料，並且瓦解了在亞洲區其他地方共20個製毒工場及毒品儲存處。
2013年，毒品調查科與中國大陸及海外執法機關聯合行動，在境外橡獲共676.5公斤毒品，並且瓦解了在亞洲區其他地方共兩個製毒工場。
2020年4月，毒品調查科破獲歷來最大宗販運大麻花案，檢獲580公斤，市值一億港元大麻花。 （页面存档备份，存于）
2020年8月，毒品調查科破年內最大宗1.7億跨國販毒案。
2021年，毒品調查科屨屢搗破販毒集團，檢獲毒品數量驚人，成績彪炳。單在2021年4月的「9億元可卡因案」中所檢獲的毒品數量，已經是2020年全年檢獲毒品量的一半。而同年11月的「6億元可卡因案」亦是歷來第二宗最大可卡因毒品案。另外，探員在年內亦首次破獲有罪犯以牛油果煮食油混液態冰毒，檢6300萬元毒品。

## 重大案件

### 歷來最大宗億元大麻花案
警方於2020年4月份揭發有販毒集團，利用加拿大大麻合法化便利，於當地種植後以海路偷運來港，並將大麻花抽真空夾放壓縮的塑膠廢料中逃避追查。警方毒品調查科追蹤載毒貨櫃一個月後，於2020年4月13日發現有人於葵涌一貨場拆櫃取毒擬銷售，當場拘捕兩名本地及一名加拿大籍華人男子，檢獲約重五百八十公斤懷疑大麻花，市值逾一億元，為歷來最大宗大麻花毒品案，成功堵截該批大麻花流入本地市場。三名疑犯各被暫控一項販毒罪，於2020年4月15日在西九龍裁判法院提堂。
三名被捕男子，當中五十六歲加籍華人報稱無業，四十一歲港人為貨櫃場東主，四十二歲港人為搬運工人，懷疑他們受僱於販毒集團，負責將毒品拆櫃及裝箱以便銷售。三名疑犯無黑幫背景，但該批大麻花於香港銷售，其銷售網絡龐大，警方將調查是否涉及黑幫操控。
經荷蘭運抵 銷售網龐大
警方表示，三月份調查一個活躍本地販毒集團時，發現集團正透過船運偷運一批毒品來港，毒品於二月三日在加拿大蒙特利爾落船，輾轉經荷蘭於本月五日運抵香港。貨櫃報稱為塑膠廢料，共有四十二板、重約十四噸。其後，貨櫃被物流公司運抵葵涌葵泰路一個露天貨櫃拆貨場。
2020年4月13日凌晨四時許，警方發現有人從目標貨櫃拆卸貨物，於是拘捕三名男子，在八個紙皮箱內檢獲五百八十公斤懷疑大麻花，市值約一億零一百五十六萬元。警方相信，販毒集團將大麻花抽真空後，夾於大堆塑膠廢料中間，經壓縮處理後變成一紮紮，再以棄置膠袋貨物作掩飾運來香港。由於塑膠廢料數量龐大，需一層一層將塑膠拆散才取出毒品，行動有一定的挑戰性，高空工作隊及警犬隊亦奉召到場協助，經過十二小時徹底搜查後，成功將大麻花拆出來，堵截一批毒品流入本港市場。
停課青少年 涉毒品趨升
時任警方毒品調查科總警司鍾詠敏表示，這是警方歷年檢獲的最大宗販運大麻花案，2020年一月海關在機場亦檢獲七十公斤來自加拿大的大麻，顯示從加拿大入口本港的大麻有上升趨勢，主要與當地於二〇一八年將大麻合法化有關。去年本港吸食大麻的廿一歲以下人士，較前年上升四成八。抗疫停課期間，青少年涉及毒品的個案有上升趨勢，2020年二月及三月分別有九人及七人，但去年同期只有五人及一人。另外，一七年警方與海關共檢獲一千三百七十五公斤大麻，一八年檢獲五百廿一公斤，但2020年一月至四月，已檢獲六百五十公斤，數量已超過一八年全年。
來源參考自：【東方新聞】https://orientaldaily.on.cc/cnt/news/20200415/mobile/odn-20200415-0415_00176_042.html （页面存档备份，存于）

### 1.7億元跨國販毒案
2020年8月27日，毒品調查科人員根據線報派員到粉嶺安樂村業豐街一幢工廈調查期間，目擊兩名南亞裔男子從目標單位搬出一批紙箱，遂上前截查並將二人帶返單位搜查，發現逾二千個裝有樽裝橙汁的紙箱，其中有約300樽分別裝着約88公斤冰毒、約82公斤海洛英，及約8公斤俗稱K仔的氯胺酮，毒品總重177公斤、市值估計逾一億七千萬元，為警方在年內檢獲毒品案最大的一宗。

### 9億元可卡因案
「9億元可卡因案」中所檢獲的毒品包括市值逾9.35億元的706公斤可卡因，以及市值約1500萬元的29.4公斤冰毒及海洛英磚，是警方歷來破獲最大宗的可卡因販毒案，檢獲量亦已經佔2020年全年度一半數量。
2021年4月2日，毒品調查科人員根據線報採取行動，在火炭坳背灣街一幢工廈地下，截查一名正在離開的本地男子，並在其手推車上的5個紙箱內，檢獲150塊、約重165公斤的可卡因磚。探員其後押解該男子返回工廈單位，再搜出一共450塊、約重495公斤的可卡因磚，部分毒品包裝附有李小龍肖像。
警方在現場調查後得知有部分毒品被送送到販毒集團的倉庫，並迅速鎖定沙田崗背街一私人住宅，探員隨即進行埋伏，亦在4月3日清晨時分，於大廈外拘捕一名可疑男子，並將男子帶返其租用的單位，成功檢獲42塊約重46.2公斤的可卡因磚。
另一方面，毒品調查科人員於2021年4月2日晚上，同步於秀茂坪安泰邨偵破另一宗利用公屋單位作毒品儲存倉的案件，在一幢公屋大廈截查一名61歲報稱地盤工人的本地男子，並先後在其身上及公屋單位搜出共29公斤冰毒及400克海洛英磚，毒品市值大約1500萬元。
根據資料顯示，2020年本港執法機關一共檢獲1269公斤，而單在是次案件中所檢獲的可卡因已達706公斤，是2020年全年度一半的數量，社會上不少人對毒品調查科的努力及成績予以稱讚。

### 6億元可卡因案
「6億元可卡因案」中所檢獲的毒品共重610公斤，總市值約6億2千萬港元，是歷來可卡因破獲量第二大宗案件。
2021年11月5日，毒品調查科人員根據線報採取行動，在天水圍一間物流公司突擊搜查兩個由巴西運送到港，報稱運送急凍果汁的貨櫃。行動期間，人員在256桶急凍果汁內，發現7桶內有用膠袋盛載的508磚懷疑可卡因。翌日（11月6日），探員再在葵涌一座工業大廈單位內，以涉嫌販運危險藥物罪拘捕一名接貨的28歲陳姓男子。警方相信被捕男子受販毒集團金錢利誘，負責接貨，背後有其他集團，會繼續調查，不排除有其他人被捕。
案件中，販毒集團用大量冰桶運載果汁，再將一磚磚毒品以膠紙密封，藏在其中7桶果汁內，透過零下18度將其急凍，以船運方式抵港。由於全部果汁都急凍成冰塊，亦利用鐵桶運載，如果只透過初步調查難以察覺毒品。執法人員必需要以較先進的議器，例如光譜分析儀及X光機去檢查是否有外來物，再花費兩日時間及人手破開冰塊，確認外來物。由於兩個凍櫃在抵港前後的儲存方式不一，該商戶報稱到港毋須凍倉儲存。再加上留意到運送成本高於果汁價值，認為舉動十分可疑，繼而進行調查。

## 裝備

### 武器
- 胡椒噴霧
- 伸縮警棍

#### 槍械
- SIG P250 DCc半自動手槍
- GLOCK17半自動手槍
- HK MP5SFA2半自動卡賓槍
- 雷明登870泵動式霰彈槍
- 曲特刑偵特裝型左輪手槍（已退役）於1990年代改用中空子彈和將槍柄轉成為橡膠槍柄。

## 大事記
- 油麻地果欄案
- 六億元可卡因案

## 以毒品調查科為題材的作品

### 電視劇
- 《雷霆掃毒》（2012年）
- 《鐵探》（2019年）
- 《戰毒》（2020年）
- 《破毒強人》（2023年）

### 電影
- 《特警屠龍》
- 《門徒》
- 《掃毒》
- 《掃毒2天地對決》
- 《掃毒3人在天涯》

## 相關參見
- 有組織罪案及三合會調查科
- 海關毒品調查科